# Aztec Challenge
Die Rituale der Azteken (engl. Originaltitel: Aztec Challenge) ist ein Computerspiel, das 1982 von COSMI hergestellt wurde. Es ist ein Geschicklichkeitsspiel für bis zu zwei Spieler (abwechselnd). Entwickelt wurde es zunächst für den Atari 800 von Robert Tegel Bonifacio, aber sehr beliebt war auch eine Neuinterpretation mit einem ganz anderen Spielprinzip auf dem Commodore-64-Version (1984), letztere wurde von Paul Norman entwickelt.

## Level der Commodore-64-Version
- The Gauntlet (Spießrutenlauf): Die Spielfigur läuft auf eine Pyramide zu. Links und rechts stehen Aztekenkrieger und werfen Speere in zwei verschiedenen Höhen auf die Spielfigur, die sich zum Schutz ducken oder springen muss. Die Reaktionszeit ist sehr kurz.
- The Stairs (Treppe): Die Spielfigur läuft eine flachstufige Treppe hinauf, während Steinquader von oben herabrollen, der Spieler muss nach links oder rechts ausweichen.
- The Temple (Tempel): Die Spielfigur muss nach rechts gesteuert werden, dabei fallen Steine oder Speere von der Decke. Außerdem öffnen sich Falltüren im Boden. Die Fallen sind zufallsgeneriert. Der Spieler muss springen, um auszuweichen.
- The Vermin (Ungeziefer): Der Spieler läuft durch einen Korridor und Tiere fallen von oben herab.
- Hopaztec (Rumgehopse): Dieser Level basiert auf dem Versuch-und-Irrtum-Prinzip. Der Spieler muss einen Raum mit verzierten Mosaikplatten durchqueren. Aber die meisten Bodenplatten lösen Pfeil-Fallen aus. Nur eine bestimmte Reihenfolge von Platten ist gefahrlos begehbar. Nach jedem Neuversuch ändert sich der sichere Pfad.
- Piranhas: Ein breiter Fluss muss schwimmend durchquert werden. Leider wimmelt es von Piranhas. Der Spieler muss den Fischen durch Tauchmanöver und Stoppen ausweichen.
- The Bridge (Brücke): Der Spieler muss eine schlecht geflickte Hängebrücke überqueren. Die Lücken muss er durch kurze oder lange Sprünge bezwingen.

## Grafik
Die Grafik entsprach dem damaligen Standard.

## Musiker der Commodore-64-Version
Die gut bewertete SID-Musik stammt von Paul Norman, der auch die Musik zu Beyond the Forbidden Forest schrieb.

## Schwierigkeitsgrad
Das Spiel ist extrem schwierig, weil es sehr schnelle Reaktionen und die über einen längeren Zeitraum erfordert.
... a real challenge for even the experienced gamer, and ranks among the most difficult Commodore 64 games ever created. Review von sashanan auf honestgamers.com.

## Portierungen
- Atari 800/XL (1982, in Deutschland 1984)
- VC 20 (1982)
- Commodore 64 (1983, in Deutschland 1984 (Ariolasoft))
- Amiga
- Atari 2600 (inoffiziell)

## Besonderheiten
Das Piranhalevel konnte nur auf einem Farbmonitor geschafft werden. Auf den damals üblichen Monochrommonitoren der meisten Heimcomputer (zum Beispiel Commodore 64) waren die Piranhas nicht von dem Wasser unterscheidbar.